# 布蘭丁 (伊利諾伊州)
布蘭丁（英語：Blanding）是位於美國伊利諾伊州喬戴維斯縣的一個非建制地區。該地的面積和人口皆未知。

## 地理
布蘭丁的座標為42°16′29″N 90°23′09″W / 42.27472°N 90.38583°W，而該地的平均海拔高度為193米（即633英尺）。